# Saffron Hill
Saffron Hill è una strada nell'angolo sud-orientale del distretto di Camden a Londra fra la Farrington Road e Hatton Garden. Il nome della via deriva dal fatto che un tempo faceva parte di una proprietà sulla quale cresceva lo zafferano, in inglese, appunto saffron.

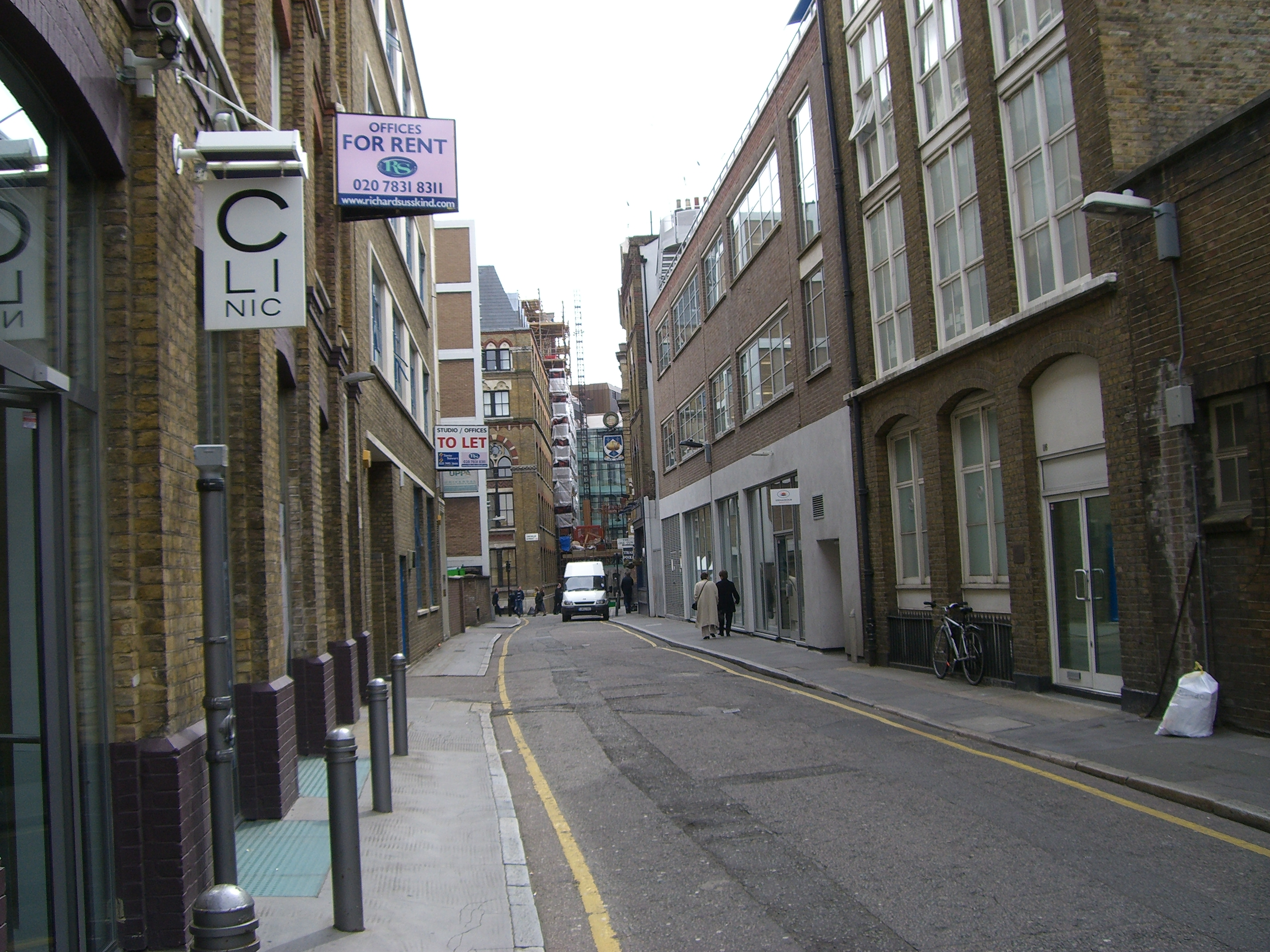
Saffron Hill nel 2006

Nel 1850 era descritto come un quartiere squallido in cui abitavano prevalentemente gente povera e ladri. Nella novella Oliver Twist di Charles Dickens (1837, capitolo 8), Artful Dodger conduce Oliver nella "tana" di Fagin a Saffron Hill, "il posto più sporco e miserabile che Oliver avesse mai visto. La strada era stretta e fangosa, l'aria era impregnata di odori fetidi".
Nel XIX secolo pare che vi fossero concentrati molti immigrati italiani. Le cronache del tempo parlano anche di numerosi bambini, costretti a vivere nella miseria e nell'ignoranza, sfruttati e costretti all'accattonaggio da persone senza scrupoli. Di questi bambini si erano occupati ecclesiastici e patrioti italiani, esuli a Londra, fra cui Camillo Mapei. In questa via vi era pure una sala dove operavano predicatori evangelici di lingua italiana.
Saffron Hill era parte della Contea di Londra nel 1889, ma come entità amministrativa è abolita nel 1900 e diventa componente del Metropolitan Borough of Holborn fino al 1965.